# Sylvain Wiltord
Sylvain Claude Wiltord (Pariz, 10. svibnja 1974.) je bivši francuski nogometaš i reprezentativac koji je igrao kao desno krilo.
Wiltord je četiri sezone proveo u Arsenalu te s njim osvojio dvije Premier lige i dva FA kupa. Također je osvojio Ligue 1 s Bordeauxom i u svakoj od tri uzastopne sezone s Lyonom.
S Francuskom nogometnom reprezentacijom, Wiltord je skupio 92 nastupa i postigao 26 pogodaka. Igrao je na Olimpijskim igrama 1996., dva Europska prvenstva i dva Svjetska prvenstva. Bio je dio momčadi koja je osvojila Europsko prvenstvo 2000. i one koja je dosegla finale Svjetskog prvenstva 2006.

## Klupska karijera

### Rane godine, Rennes i Bordeaux
Wiltord se pridružio Rennesu 1991. iz niželigaša CO Joinvillea. U Rennesu je proigrao u sezoni 1993./1994. s osam golova u 26 utakmica. 
U ljeto 1996., nakon što je Wiltord briljirao za Francusku na Olimpijskim igrama 1996., španjolski prvoligaš Deportivo de La Coruña postigao je dogovor s Rennesom da im se pridruži od 1. srpnja 1997. Kao dio sporazuma, novčana naknada transfera bila je 300 milijuna pezeta (1,8 milijuna eura), dok je Wiltord posuđen natrag Rennesu za sezonu 1996./97. U ljeto 1997., nakon isteka posudbe, vratio se u Španjolsku samo kako bi zatražio povratak u Francusku, da bi se povezao s Bordeauxom. Za ovaj transfer dogovorena je naknada od 375 milijuna pezeta (2,25 milijuna eura) i klauzula o prodaji od 40%.
Bio je stalni igrač u prvoj sezoni u Bordeauxu te je postigao 22 gola u sljedećoj sezoni 1998./99., kad je osvojio zlatnu kopačku, dok je Bordeaux osvojio Ligue 1. 

## Trofeji

### Klub
Bordeaux
- Division 1: 1998./99.

Arsenal
- FA Premier liga: 2001./02., 2003./04.
- FA kup: 2001./02., 2002./03.
- FA Community Shield: 2002.

Lyon
- Ligue 1: 2004./05., 2005./06., 2006./07.

### Reprezentacija
- UEFA Europsko prvenstvo: 2000.
- FIFA Svjetsko prvenstvo: doprvak 2006.
- FIFA Konfederacijski kup: 2001., 2003.

## Vanjske poveznice
- Sylvain Wiltord na Soccerbaseu
- Sylvain Wiltord na L'Équipe Football